# Gran Premio de las Naciones de Motociclismo de 1957
El Gran Premio de las Naciones de Motociclismo de 1957 fue la sexta y última prueba de la temporada 1957 del Campeonato Mundial de Motociclismo. El Gran Premio se disputó el 1 de septiembre de 1957 en el Autodromo Nacional de Monza.

## Resultados 500cc
Se comenzaba la carrera de 500cc con una pelea entre Libero Liberati y Bob McIntyre, separados por tan solo dos puntos en la general. John Surtees también tenía opciones remotas de ganar. Pero pronto se desvaneció la emoción ya que McIntyre, que aún había ganado la carrera de 350cc, no pudo salir por problemas físicos. En la carrera, Liberati peleó con Surtees, que terminó cuarto por detrás de Liberati, Geoff Duke y Alfredo Milani.
| Pos.    | Piloto                   | Equipo     | Tiempo       | Puntos |
| ------- | ------------------------ | ---------- | ------------ | ------ |
| 1       | Libero Liberati          | Gilera     | 1h 04' 49" 3 | 8      |
| 2       | Geoff Duke               | Gilera     | +24"         | 6      |
| 3       | Alfredo Milani           | Gilera     | +24" 4       | 4      |
| 4       | John Surtees             | MV Agusta  | +33" 2       | 3      |
| 5       | Umberto Masetti          | MV Agusta  | +1 Vuelta    | 2      |
| 6       | Terry Shepherd           | MV Agusta  | +1 Vuelta    | 1      |
| 7       | Carlo Bandirola          | MV Agusta  | +1 Vuelta    |        |
| 8       | Gerold Klinger           | BMW        | +2 Vueltas   |        |
| 9       | John Hartle              | Norton     | +2 Vueltas   |        |
| 10      | Giuseppe Cantoni         | Gilera     | +2 Vueltas   |        |
| 11      | Alois Huber              | BMW        | +2 Vueltas   |        |
| 12      | Francesco Guglielminetti | Norton     | +3 Vueltas   |        |
| 13      | Nino Tagli               | Gilera     | +5 Vueltas   |        |
| Ret     | Enrico Galante           | Norton     | Ret          |        |
| Ret     | Paolo Campanelli         | Gilera     | Ret          |        |
| Ret     | Giuseppe Mantelli        | Gilera     | Ret          |        |
| Ret     | Jacques Collot           | Norton     | Ret          |        |
| Ret     | Gianvittorio Ziglioli    | Moto Guzzi | Ret          |        |
| Ret     | Sven Andersson           | Norton     | Ret          |        |
| Ret     | Fabio Ceredi             | Moto Guzzi | Ret          |        |
| Ret     | Martino Giani            | Gilera     | Ret          |        |
| Ret     | Martinus Van Son         | Matchless  | Ret          |        |
| Fuente: |                          |            |              |        |

## Resultados 350cc
En ausencia del Campeón del Mundo Keith Campbell, Bob McIntyre ganó la carrera de 350cc. Pasó a su compañero de equipo Libero Liberati en la clasificación final del campeonato. Giuseppe Colnago quedó segundo con una Moto Guzzi Monocilindrica 350 de Campbell.
| Pos. | Piloto           | Equipo     | Tiempo     | Puntos |
| ---- | ---------------- | ---------- | ---------- | ------ |
| 1    | Bob McIntyre     | Gilera     | 51' 43" 9  | 8      |
| 2    | Giuseppe Colnago | Moto Guzzi | +32" 6     | 6      |
| 3    | Libero Liberati  | Gilera     | +37" 1     | 4      |
| 4    | Alfredo Milani   | Gilera     | +1' 31"    | 3      |
| 5    | Adelmo Mandolini | Moto Guzzi | +2 Vueltas | 2      |
| 6    | John Hartle      | Norton     | +2 Vueltas | 1      |
| 7    | Arthur Wheeler   | Moto Guzzi | +2 Vueltas |        |
| 8    | Bob Brown        | Velocette  | +3 Vueltas |        |
| 9    | Fritz Kläger     | Norton     | +3 Vueltas |        |
| 10   | Enrico Galante   | Norton     | +3 Vueltas |        |
| 11   | Alfredo Flores   | Moto Guzzi | +4 Vueltas |        |
| 12   | Erwin Aldinger   | Horex      | +4 Vueltas |        |
| 13   | A. Gorini        | Norton     | +5 Vueltas |        |
| 14   | Martinus Van Son | Norton     | +5 Vueltas |        |
| 15   | R. Besse         | Norton     | +5 Vueltas |        |
| Ret  | Keith Bryen      | Moto Guzzi | Ret        |        |
| Ret  | John Anderson    | AJS        | Ret        |        |
| Ret  | John Surtees     | MV Agusta  | Ret        |        |
| Ret  | Geoff Duke       | Gilera     | Ret        |        |
| Ret  | Roland Heck      | n.d.       | Ret        |        |
| Ret  | Alano Montanari  | Moto Guzzi | Ret        |        |

## Resultados 250cc
Cecil Sandford ya era campeón del mundo y en Monza se limitó a acabar cuarto. Tarquinio Provini subió al segundo lugar de la clasificación final con su victoria. Como Carlo Ubbiali no llegó a la meta, el fallecido Roberto Colombo consiguió acabar como el mejor piloto de MV Agusta del año.
| Pos. | Piloto               | Equipo      | Tiempo     | Puntos |
| ---- | -------------------- | ----------- | ---------- | ------ |
| 1    | Tarquinio Provini    | FB Mondial  | 43' 05" 8  | 8      |
| 2    | Remo Venturi         | MV Agusta   | +25" 6     | 6      |
| 3    | Enrico Lorenzetti    | Moto Guzzi  | +51" 7     | 4      |
| 4    | Cecil Sandford       | FB Mondial  | +1' 41" 7  | 3      |
| 5    | Sammy Miller         | FB Mondial  | +2' 03" 6  | 2      |
| 6    | Alano Montanari      | Moto Guzzi  | +2 Vueltas | 1      |
| 7    | Roland Heck          | NSU         | +2 Vueltas |        |
| 8    | Arthur Wheeler       | Moto Guzzi  | +2 Vueltas |        |
| 9    | Günter Beer          | Adler       | +2 Vueltas |        |
| 10   | Adelmo Mandolini     | Moto Guzzi  | +2 Vueltas |        |
| 11   | Dieter Falk          | Adler       | +2 Vueltas |        |
| 12   | Kurt Knopf           | NSU         | +2 Vueltas |        |
| 13   | Karl-Julius Holthaus | NSU         | +3 Vueltas |        |
| 14   | Adolf Heck           | Adler       | +3 Vueltas |        |
| 15   | Ludwig Malchus       | NSU         | +3 Vueltas |        |
| 16   | Siegfried Lohmann    | Adler       | +4 Vueltas |        |
| Ret  | Carlo Ubbiali        | MV Agusta   | Ret        |        |
| Ret  | Luigi Taveri         | MV Agusta   | Ret        |        |
| Ret  | Guido Paciocca       | n.d.        | Ret        |        |
| Ret  | Guido Sala           | FB Mondial  | Ret        |        |
| Ret  | Rocchi               | n.d.        | Ret        |        |
| Ret  | John Hartle          | MV Agusta   | Ret        |        |
| Ret  | Bob Brown            | NSU         | Ret        |        |
| Ret  | Emilio Mendogni      | Moto Morini | Ret        |        |
| Ret  | Virgilio Campana     | Moto Morini | Ret        |        |

## Resultados 125cc
En la primera carrera del día, la de 125cc, victoria de Carlo Ubbiali, que aprovechó la salida del FB Mondial de Tarquinio Provini y Cecil Sandford, que cayeron en la primera vuelta de la carrera junto a las Ducati de Alberto Gandossi.
| Pos. | Piloto             | Moto       | Tiempo     | Puntos |
| ---- | ------------------ | ---------- | ---------- | ------ |
| 1    | Carlo Ubbiali      | MV Agusta  | 38' 54"    | 8      |
| 2    | Sammy Miller       | FB Mondial | +19" 6     | 6      |
| 3    | Luigi Taveri       | MV Agusta  | +20" 7     | 4      |
| 4    | Fortunato Libanori | MV Agusta  | +25" 2     | 3      |
| 5    | Remo Venturi       | MV Agusta  | +25" 5     | 2      |
| 6    | Guido Sala         | FB Mondial | +37" 8     | 1      |
| 7    | Ernst Degner       | MZ         | +2' 02" 4  |        |
| 8    | Roberto Pionava    | Ducati     | +1 Vuelta  |        |
| 9    | Willi Scheidhauer  | Ducati     | +1 Vuelta  |        |
| 10   | Wilhelm Lecke      | Ducati     | +2 Vueltas |        |
| 11   | Paolo Campanelli   | MV Agusta  | +2 Vueltas |        |
| 12   | Mario Carini       | Ducati     | +3 Vueltas |        |
| 13   | Alberto Capocci    | FB Mondial | +3 Vueltas |        |
| 14   | Guiseppe Mantelli  | Ducati     | +4 Vueltas |        |
| Ret  | Alberto Gandossi   | Ducati     | Ret        |        |
| Ret  | Tarquinio Provini  | FB Mondial | Ret        |        |
| Ret  | Cecil Sandford     | FB Mondial | Ret        |        |